# Tour du Guangxi féminin 2018
La 2e édition du Tour du Guangxi féminin a eu lieu le 21 octobre 2018. La course fait partie de l'UCI World Tour féminin. Elle est remportée par la Cubaine Arlenis Sierra.

## Parcours
Le parcours peut être divisé en trois parties : les quatre-vingt-six premiers kilomètres sont plats, il s'ensuit une section plus vallonnée, elle-même suivie d'une nouvelle section plate de trente kilomètres environ.

### Équipes
| Équipes féminines professionnelles (17)- Alé Cipollini - Aromitalia Vaiano - Astana Women's - Bepink - Canyon-SRAM Racing - China Liv Pro Cycling - Cogeas - Doltcini-Van Eyck Sport - Experza-Footlogix - FDJ-Nouvelle Aquitaine-Futuroscope - Minsk Cycling Club - Mitchelton-Scott - Servetto-Stradalli Cycle - Tibco-Silicon Valley Bank - Valcar PBM - Wiggle High5 - WNT-Rotor Pro Cycling |
| |

## Récit de la course
La météo est pluvieuse et brumeuse. La première échappée est l'œuvre de Yue Bai. Au premier sprint intermédiaire, Chiara Consonni devance Tanja Erath. Brodie Chapman attaque ensuite, mais sans succès. Dans la partie vallonnée du parcours, Katia Ragusa, Alison Jackson, Winanda Spoor et Xi Sha Zhao sortent. Leur avance atteint dix-sept secondes, mais la formation Mitchelton-Scott les rattrape. Lucy Kennedy accélère ensuite. Elena Pirrone la rejoint dans la descente. Elles comptent une avance d'une minute. Le peloton est alors constitué d'une trentaine d'unités. Tatiana Guderzo et Alena Amialiusik partent en poursuite. Un regroupement général a néanmoins lieu. Alison Jackson remporte le deuxième sprint intermédiaire. Lucy Kennedy et Bodie Chapman repartent ensuite, jointes par Tetiana Riabchenko et Dalia Muccioli. Elles sont reprises à quinze kilomètres de l'arrivée. La victoire se décide au sprint. Arlenis Sierra y devance Hannah Barnes.

## Classements

### Classement final
| \| Classement général \| Classement général \| Classement général \| Classement général \| Classement général \| \| Coureuse \| Coureuse \| Pays \| Équipe \| Temps \| \| ------------------ \| -------------------- \| ------------------ \| ------------------------------- \| ------------------ \| \| 1re \| Arlenis Sierra \| Cuba \| Astana Women's Team \| 3 h 40 min 12 s \| \| 2e \| Hannah Barnes \| Royaume-Uni \| Canyon-SRAM Racing \| + 0 s \| \| 3e \| Sara Mustonen \| Suède \| Experza-Footlogix \| + 0 s \| \| 4e \| Georgia Williams \| Nouvelle-Zélande \| Mitchelton-Scott \| + 0 s \| \| 5e \| Karalina Savenka \| Biélorussie \| Minsk Cycling Club \| + 0 s \| \| 6e \| Audrey Cordon-Ragot \| France \| Wiggle High5 \| + 0 s \| \| 7e \| Elisa Longo Borghini \| Italie \| Wiggle High5 \| + 0 s \| \| 8e \| Ilaria Sanguineti \| Italie \| Valcar PBM \| + 0 s \| \| 9e \| Elena Pirrone \| Italie \| Astana Women's Team \| + 0 s \| \| 10e \| Alison Jackson \| Canada \| Tibco-Silicon Valley Bank \| + 0 s \| \| 11e \| Alena Amialiusik \| Biélorussie \| Canyon-SRAM Racing \| + 0 s \| \| 12e \| Olga Zabelinskaïa \| Ouzbekistan \| Cogeas-Mettler Pro Cycling Team \| + 0 s \| \| 13e \| Bryony van Velzen \| Pays-Bas \| Doltcini-Van Eyck Sport \| + 3 s \| \| 14e \| Dexiang Liu \| Chine \| China Liv Pro Cycling \| + 3 s \| \| 15e \| Tatiana Guderzo \| Italie \| Bepink \| + 3 s \| |                      |                  |                                 |                 |
| |                      |                  |                                 |                 |
| Source : ProCyclingStats |                      |                  |                                 |                 |
| Classement général |                      |                  |                                 |                 |
| Coureuse | Coureuse             | Pays             | Équipe                          | Temps           |
| 1re | Arlenis Sierra       | Cuba             | Astana Women's Team             | 3 h 40 min 12 s |
| 2e | Hannah Barnes        | Royaume-Uni      | Canyon-SRAM Racing              | + 0 s           |
| 3e | Sara Mustonen        | Suède            | Experza-Footlogix               | + 0 s           |
| 4e | Georgia Williams     | Nouvelle-Zélande | Mitchelton-Scott                | + 0 s           |
| 5e | Karalina Savenka     | Biélorussie      | Minsk Cycling Club              | + 0 s           |
| 6e | Audrey Cordon-Ragot  | France           | Wiggle High5                    | + 0 s           |
| 7e | Elisa Longo Borghini | Italie           | Wiggle High5                    | + 0 s           |
| 8e | Ilaria Sanguineti    | Italie           | Valcar PBM                      | + 0 s           |
| 9e | Elena Pirrone        | Italie           | Astana Women's Team             | + 0 s           |
| 10e | Alison Jackson       | Canada           | Tibco-Silicon Valley Bank       | + 0 s           |
| 11e | Alena Amialiusik     | Biélorussie      | Canyon-SRAM Racing              | + 0 s           |
| 12e | Olga Zabelinskaïa    | Ouzbekistan      | Cogeas-Mettler Pro Cycling Team | + 0 s           |
| 13e | Bryony van Velzen    | Pays-Bas         | Doltcini-Van Eyck Sport         | + 3 s           |
| 14e | Dexiang Liu          | Chine            | China Liv Pro Cycling           | + 3 s           |
| 15e | Tatiana Guderzo      | Italie           | Bepink                          | + 3 s           |

### UCI World Tour

#### Points attribués
| Position           | 1er | 2e  | 3e  | 4e  | 5e | 6e | 7e | 8e | 9e | 10e | 11e | 12e | 13e | 14e | 15e | 16e à 30e | 31e à 40e |
| Classement général | 200 | 150 | 125 | 100 | 85 | 70 | 60 | 50 | 40 | 35  | 30  | 25  | 20  | 15  | 10  | 5         | 3         |

| Classement par points | Classement par points | Classement par points | Classement par points | Classement par points |
| Coureur               | Coureur               | Pays                  | Équipe                | Points                |
| --------------------- | --------------------- | --------------------- | --------------------- | --------------------- |
| 1re                   | Annemiek van Vleuten  | Pays-Bas              | Mitchelton-Scott      | 1411 pts              |
| 2e                    | Marianne Vos          | Pays-Bas              | WaowDeals             | 1394 pts              |
| 3e                    | Anna van der Breggen  | Pays-Bas              | Boels Dolmans         | 1323 pts              |
| 4e                    | Amanda Spratt         | Australie             | Mitchelton-Scott      | 1218 pts              |
| 5e                    | Coryn Rivera          | États-Unis            | Sunweb                | 1036 pts              |
| 6e                    | Ashleigh Moolman      | Afrique du Sud        | Cervélo Bigla         | 1012 pts              |
| 7e                    | Amy Pieters           | Pays-Bas              | Boels Dolmans         | 922 pts               |
| 8e                    | Katarzyna Niewiadoma  | Pologne               | Canyon-SRAM Racing    | 887 pts               |
| 9e                    | Jolien D'Hoore        | Belgique              | Mitchelton-Scott      | 685 pts               |
| 10e                   | Ellen van Dijk        | Pays-Bas              | Sunweb                | 671 pts               |

| Classement par points | Classement par points | Classement par points | Classement par points | Classement par points |
| Coureur               | Coureur               | Pays                  | Équipe                | Points                |
| --------------------- | --------------------- | --------------------- | --------------------- | --------------------- |
| 1re                   | Annemiek van Vleuten  | Pays-Bas              | Mitchelton-Scott      | 1411 pts              |
| 2e                    | Marianne Vos          | Pays-Bas              | WaowDeals             | 1394 pts              |
| 3e                    | Anna van der Breggen  | Pays-Bas              | Boels Dolmans         | 1323 pts              |
| 4e                    | Amanda Spratt         | Australie             | Mitchelton-Scott      | 1218 pts              |
| 5e                    | Coryn Rivera          | États-Unis            | Sunweb                | 1036 pts              |
| 6e                    | Ashleigh Moolman      | Afrique du Sud        | Cervélo Bigla         | 1012 pts              |
| 7e                    | Amy Pieters           | Pays-Bas              | Boels Dolmans         | 922 pts               |
| 8e                    | Katarzyna Niewiadoma  | Pologne               | Canyon-SRAM Racing    | 887 pts               |
| 9e                    | Jolien D'Hoore        | Belgique              | Mitchelton-Scott      | 685 pts               |
| 10e                   | Ellen van Dijk        | Pays-Bas              | Sunweb                | 671 pts               |

| Classement du meilleur jeune | Classement du meilleur jeune | Classement du meilleur jeune | Classement du meilleur jeune    | Classement du meilleur jeune |
| Coureur                      | Coureur                      | Pays                         | Équipe                          | Points                       |
| ---------------------------- | ---------------------------- | ---------------------------- | ------------------------------- | ---------------------------- |
| 1re                          | Sofia Bertizzolo             | Italie                       | Astana Women's Team             | 42 pts                       |
| 2e                           | Liane Lippert                | Allemagne                    | Sunweb                          | 24 pts                       |
| 3e                           | Jeanne Korevaar              | Pays-Bas                     | WaowDeals                       | 22 pts                       |
| 4e                           | Elisa Balsamo                | Italie                       | Valcar PBM                      | 12 pts                       |
| 5e                           | Maria Novolodskaya           | Russie                       | Cogeas-Mettler Pro Cycling Team | 12 pts                       |

| Classement du meilleur jeune | Classement du meilleur jeune | Classement du meilleur jeune | Classement du meilleur jeune    | Classement du meilleur jeune |
| Coureur                      | Coureur                      | Pays                         | Équipe                          | Points                       |
| ---------------------------- | ---------------------------- | ---------------------------- | ------------------------------- | ---------------------------- |
| 1re                          | Sofia Bertizzolo             | Italie                       | Astana Women's Team             | 42 pts                       |
| 2e                           | Liane Lippert                | Allemagne                    | Sunweb                          | 24 pts                       |
| 3e                           | Jeanne Korevaar              | Pays-Bas                     | WaowDeals                       | 22 pts                       |
| 4e                           | Elisa Balsamo                | Italie                       | Valcar PBM                      | 12 pts                       |
| 5e                           | Maria Novolodskaya           | Russie                       | Cogeas-Mettler Pro Cycling Team | 12 pts                       |

| Classement par équipes aux points | Classement par équipes aux points | Classement par équipes aux points | Classement par équipes aux points |
| Équipe                            | Équipe                            | Pays                              | Points                            |
| --------------------------------- | --------------------------------- | --------------------------------- | --------------------------------- |
| 1re                               | Boels Dolmans                     | Pays-Bas                          | 4329.99 pts                       |
| 2e                                | Mitchelton-Scott                  | Australie                         | 4081.02 pts                       |
| 3e                                | Sunweb                            | Pays-Bas                          | 3269.97 pts                       |
| 4e                                | Canyon-SRAM Racing                | Allemagne                         | 2545.02 pts                       |
| 5e                                | WaowDeals                         | Pays-Bas                          | 2380.99 pts                       |
| 6e                                | Wiggle High5                      | Royaume-Uni                       | 2342.03 pts                       |
| 7e                                | Cervélo Bigla                     | Danemark                          | 1986.99 pts                       |
| 8e                                | Alé Cipollini                     | Italie                            | 1459.98 pts                       |
| 9e                                | Astana Women's                    | Kazakhstan                        | 922 pts                           |
| 10e                               | Valcar PBM                        | Italie                            | 844.02 pts                        |

| Classement par équipes aux points | Classement par équipes aux points | Classement par équipes aux points | Classement par équipes aux points |
| Équipe                            | Équipe                            | Pays                              | Points                            |
| --------------------------------- | --------------------------------- | --------------------------------- | --------------------------------- |
| 1re                               | Boels Dolmans                     | Pays-Bas                          | 4329.99 pts                       |
| 2e                                | Mitchelton-Scott                  | Australie                         | 4081.02 pts                       |
| 3e                                | Sunweb                            | Pays-Bas                          | 3269.97 pts                       |
| 4e                                | Canyon-SRAM Racing                | Allemagne                         | 2545.02 pts                       |
| 5e                                | WaowDeals                         | Pays-Bas                          | 2380.99 pts                       |
| 6e                                | Wiggle High5                      | Royaume-Uni                       | 2342.03 pts                       |
| 7e                                | Cervélo Bigla                     | Danemark                          | 1986.99 pts                       |
| 8e                                | Alé Cipollini                     | Italie                            | 1459.98 pts                       |
| 9e                                | Astana Women's                    | Kazakhstan                        | 922 pts                           |
| 10e                               | Valcar PBM                        | Italie                            | 844.02 pts                        |

## Liste des participantes
| Légende | Légende                                                                    | Légende | Légende                                                    |
| ------- | -------------------------------------------------------------------------- | ------- | ---------------------------------------------------------- |
| Num     | Dossard de départ porté par le coureur sur ce Tour du Guangxi              | Pos     | Position à l'arrivée de la course                          |
|         | Indique un maillot de champion national ou mondial, suivi de sa spécialité | NP      | Indique un coureur qui n'a pas pris le départ de la course |
| AB      | Indique un coureur qui n'a pas terminé la course                           | HD      | Indique un coureur qui a terminé la course hors des délais |

| Astana Women's Team ASA | Astana Women's Team ASA      | Astana Women's Team ASA |
| ----------------------- | ---------------------------- | ----------------------- |
| Num                     | Coureuse                     | Pos                     |
| 1                       | Jeidy Pradera (CUB)          | 57e                     |
| 2                       | Sofia Bertizzolo (ITA)       | AB                      |
| 3                       | Elena Pirrone (ITA)          | 9e                      |
| 4                       | Arlenis Sierra (CUB) (route) | 1re                     |

| Bepink BPK | Bepink BPK              | Bepink BPK |
| ---------- | ----------------------- | ---------- |
| Num        | Coureuse                | Pos        |
| 11         | Tereza Medvedová (SVK)  | 49e        |
| 13         | Tatiana Guderzo (ITA)   | 15e        |
| 14         | Katia Ragusa (ITA)      | 50e        |
| 15         | Francesca Pattaro (ITA) | 33e        |

| Canyon-SRAM Racing CSR | Canyon-SRAM Racing CSR | Canyon-SRAM Racing CSR |
| ---------------------- | ---------------------- | ---------------------- |
| Num                    | Coureuse               | Pos                    |
| 21                     | Alena Amialiusik (BLR) | 11e                    |
| 22                     | Hannah Barnes (GBR)    | 2e                     |
| 24                     | Tanja Erath (GER)      | 41e                    |
| 25                     | Christa Riffel (GER)   | 47e                    |

| China Liv Pro Cycling GPC | China Liv Pro Cycling GPC | China Liv Pro Cycling GPC |
| ------------------------- | ------------------------- | ------------------------- |
| Num                       | Coureuse                  | Pos                       |
| 31                        | Zhao Xisha (CHN)          | 58e                       |
| 32                        | Dexiang Liu (CHN)         | 14e                       |
| 33                        | Pu Yixian (CHN)           | 40e                       |
| 34                        | Bai Yue (CHN)             | 48e                       |
| 35                        | Dong Yanxia (CHN)         | 61e                       |
| 36                        | Wu Peixiao (CHN)          | 31e                       |

| Cogeas-Mettler Pro Cycling Team CGS | Cogeas-Mettler Pro Cycling Team CGS | Cogeas-Mettler Pro Cycling Team CGS |
| ----------------------------------- | ----------------------------------- | ----------------------------------- |
| Num                                 | Coureuse                            | Pos                                 |
| 41                                  | Olga Zabelinskaïa (UZB)             | 12e                                 |
| 43                                  | Karina Kasenova (RUS)               | 20e                                 |
| 44                                  | Edwige Pitel (FRA)                  | 30e                                 |
| 45                                  | Olga Deiko (RUS)                    | 42e                                 |

| Doltcini-Van Eyck Sport DVE | Doltcini-Van Eyck Sport DVE | Doltcini-Van Eyck Sport DVE |
| --------------------------- | --------------------------- | --------------------------- |
| Num                         | Coureuse                    | Pos                         |
| 51                          | Mieke Docx (BEL)            | 35e                         |
| 53                          | Saartje Vandenbroucke (BEL) | 63e                         |
| 54                          | Lotte van Hoek (NED)        | AB                          |
| 55                          | Bryony van Velzen (NED)     | 13e                         |
| 56                          | Tetyana Riabchenko (UKR)    | 19e                         |

| Experza-Footlogix EXP | Experza-Footlogix EXP | Experza-Footlogix EXP |
| --------------------- | --------------------- | --------------------- |
| Num                   | Coureuse              | Pos                   |
| 61                    | Sarah Rijkes (AUT)    | 26e                   |
| 62                    | Sara Mustonen (SWE)   | 3e                    |
| 64                    | Séverine Eraud (FRA)  | 60e                   |
| 65                    | Jessy Druyts (BEL)    | 59e                   |

| Minsk Cycling Club MCC | Minsk Cycling Club MCC      | Minsk Cycling Club MCC |
| ---------------------- | --------------------------- | ---------------------- |
| Num                    | Coureuse                    | Pos                    |
| 71                     | Anastasiya Dzedzikava (BLR) | 25e                    |
| 72                     | Karalina Savenka (BLR)      | 5e                     |
| 74                     | Nastassia Kiptsikava (BLR)  | 22e                    |
| 76                     | Taisa Naskovich (BLR)       | 18e                    |

| Mitchelton-Scott MTS | Mitchelton-Scott MTS           | Mitchelton-Scott MTS |
| -------------------- | ------------------------------ | -------------------- |
| Num                  | Coureuse                       | Pos                  |
| 82                   | Amanda Spratt (AUS)            | 16e                  |
| 83                   | Georgia Williams (NZL) (route) | 4e                   |
| 84                   | Lucy Kennedy (AUS)             | 32e                  |
| 85                   | Gracie Elvin (AUS)             | 55e                  |

| Servetto-Stradalli Cycle-Alurecycling SER | Servetto-Stradalli Cycle-Alurecycling SER | Servetto-Stradalli Cycle-Alurecycling SER |
| ----------------------------------------- | ----------------------------------------- | ----------------------------------------- |
| Num                                       | Coureuse                                  | Pos                                       |
| 91                                        | Anna Potokina (RUS)                       | 28e                                       |
| 92                                        | Kseniya Dobrynina (RUS)                   | AB                                        |
| 93                                        | Mossana Debesay (ERI)                     | 43e                                       |
| 94                                        | Elena Novikova (UKR)                      | 62e                                       |
| 95                                        | Sara Pillon (ITA)                         | AB                                        |
| 96                                        | Aurora Gaio (ITA)                         | AB                                        |

| Team Illuminate ILU | Team Illuminate ILU     | Team Illuminate ILU |
| ------------------- | ----------------------- | ------------------- |
| Num                 | Coureuse                | Pos                 |
| 101                 | Kulacha Chairin (THA)   | 46e                 |
| 102                 | Yasue Nakahara (JPN)    | 44e                 |
| 105                 | Shoko Kashiki (JPN)     | 21e                 |
| 106                 | Alexandra Millard (USA) | 45e                 |

| Tibco-Silicon Valley Bank TIB | Tibco-Silicon Valley Bank TIB | Tibco-Silicon Valley Bank TIB |
| ----------------------------- | ----------------------------- | ----------------------------- |
| Num                           | Coureuse                      | Pos                           |
| 111                           | Brodie Chapman (AUS)          | 24e                           |
| 112                           | Kathryn Buss (USA)            | 34e                           |
| 113                           | Lex Albrecht (CAN)            | 29e                           |
| 114                           | Alison Jackson (CAN)          | 10e                           |
| 115                           | Kendall Ryan (USA)            | 36e                           |
| 116                           | Alice Cobb (GBR)              | 17e                           |

| Valcar PBM VAL | Valcar PBM VAL          | Valcar PBM VAL |
| -------------- | ----------------------- | -------------- |
| Num            | Coureuse                | Pos            |
| 121            | Chiara Consonni (ITA)   | 54e            |
| 122            | Asja Paladin (ITA)      | 38e            |
| 123            | Ilaria Sanguineti (ITA) | 8e             |
| 124            | Alessia Vigilia (ITA)   | 27e            |
| 125            | Dalia Muccioli (ITA)    | 23e            |
| 126            | Silvia Pollicini (ITA)  | 53e            |

| Wiggle High5 WHT | Wiggle High5 WHT           | Wiggle High5 WHT |
| ---------------- | -------------------------- | ---------------- |
| Num              | Coureuse                   | Pos              |
| 131              | Grace Garner (GBR)         | AB               |
| 132              | Annette Edmondson (AUS)    | 56e              |
| 133              | Audrey Cordon-Ragot (FRA)  | 6e               |
| 134              | Amy Cure (AUS)             | AB               |
| 135              | Elisa Longo Borghini (ITA) | 7e               |
| 136              | Lucy van der Haar (GBR)    | 52e              |

| WNT-Rotor Pro Cycling WNT | WNT-Rotor Pro Cycling WNT | WNT-Rotor Pro Cycling WNT |
| ------------------------- | ------------------------- | ------------------------- |
| Num                       | Coureuse                  | Pos                       |
| 141                       | Aafke Soet (NED)          | AB                        |
| 142                       | Anna Badegruber (AUT)     | 51e                       |
| 145                       | Lea Lin Teutenberg (GER)  | 39e                       |
| 146                       | Winanda Spoor (NED)       | 37e                       |

| Astana Women's Team ASA | Astana Women's Team ASA      | Astana Women's Team ASA |
| ----------------------- | ---------------------------- | ----------------------- |
| Num                     | Coureuse                     | Pos                     |
| 1                       | Jeidy Pradera (CUB)          | 57e                     |
| 2                       | Sofia Bertizzolo (ITA)       | AB                      |
| 3                       | Elena Pirrone (ITA)          | 9e                      |
| 4                       | Arlenis Sierra (CUB) (route) | 1re                     |

| Bepink BPK | Bepink BPK              | Bepink BPK |
| ---------- | ----------------------- | ---------- |
| Num        | Coureuse                | Pos        |
| 11         | Tereza Medvedová (SVK)  | 49e        |
| 13         | Tatiana Guderzo (ITA)   | 15e        |
| 14         | Katia Ragusa (ITA)      | 50e        |
| 15         | Francesca Pattaro (ITA) | 33e        |

| Canyon-SRAM Racing CSR | Canyon-SRAM Racing CSR | Canyon-SRAM Racing CSR |
| ---------------------- | ---------------------- | ---------------------- |
| Num                    | Coureuse               | Pos                    |
| 21                     | Alena Amialiusik (BLR) | 11e                    |
| 22                     | Hannah Barnes (GBR)    | 2e                     |
| 24                     | Tanja Erath (GER)      | 41e                    |
| 25                     | Christa Riffel (GER)   | 47e                    |

| China Liv Pro Cycling GPC | China Liv Pro Cycling GPC | China Liv Pro Cycling GPC |
| ------------------------- | ------------------------- | ------------------------- |
| Num                       | Coureuse                  | Pos                       |
| 31                        | Zhao Xisha (CHN)          | 58e                       |
| 32                        | Dexiang Liu (CHN)         | 14e                       |
| 33                        | Pu Yixian (CHN)           | 40e                       |
| 34                        | Bai Yue (CHN)             | 48e                       |
| 35                        | Dong Yanxia (CHN)         | 61e                       |
| 36                        | Wu Peixiao (CHN)          | 31e                       |

| Cogeas-Mettler Pro Cycling Team CGS | Cogeas-Mettler Pro Cycling Team CGS | Cogeas-Mettler Pro Cycling Team CGS |
| ----------------------------------- | ----------------------------------- | ----------------------------------- |
| Num                                 | Coureuse                            | Pos                                 |
| 41                                  | Olga Zabelinskaïa (UZB)             | 12e                                 |
| 43                                  | Karina Kasenova (RUS)               | 20e                                 |
| 44                                  | Edwige Pitel (FRA)                  | 30e                                 |
| 45                                  | Olga Deiko (RUS)                    | 42e                                 |

| Doltcini-Van Eyck Sport DVE | Doltcini-Van Eyck Sport DVE | Doltcini-Van Eyck Sport DVE |
| --------------------------- | --------------------------- | --------------------------- |
| Num                         | Coureuse                    | Pos                         |
| 51                          | Mieke Docx (BEL)            | 35e                         |
| 53                          | Saartje Vandenbroucke (BEL) | 63e                         |
| 54                          | Lotte van Hoek (NED)        | AB                          |
| 55                          | Bryony van Velzen (NED)     | 13e                         |
| 56                          | Tetyana Riabchenko (UKR)    | 19e                         |

| Experza-Footlogix EXP | Experza-Footlogix EXP | Experza-Footlogix EXP |
| --------------------- | --------------------- | --------------------- |
| Num                   | Coureuse              | Pos                   |
| 61                    | Sarah Rijkes (AUT)    | 26e                   |
| 62                    | Sara Mustonen (SWE)   | 3e                    |
| 64                    | Séverine Eraud (FRA)  | 60e                   |
| 65                    | Jessy Druyts (BEL)    | 59e                   |

| Minsk Cycling Club MCC | Minsk Cycling Club MCC      | Minsk Cycling Club MCC |
| ---------------------- | --------------------------- | ---------------------- |
| Num                    | Coureuse                    | Pos                    |
| 71                     | Anastasiya Dzedzikava (BLR) | 25e                    |
| 72                     | Karalina Savenka (BLR)      | 5e                     |
| 74                     | Nastassia Kiptsikava (BLR)  | 22e                    |
| 76                     | Taisa Naskovich (BLR)       | 18e                    |

| Mitchelton-Scott MTS | Mitchelton-Scott MTS           | Mitchelton-Scott MTS |
| -------------------- | ------------------------------ | -------------------- |
| Num                  | Coureuse                       | Pos                  |
| 82                   | Amanda Spratt (AUS)            | 16e                  |
| 83                   | Georgia Williams (NZL) (route) | 4e                   |
| 84                   | Lucy Kennedy (AUS)             | 32e                  |
| 85                   | Gracie Elvin (AUS)             | 55e                  |

| Servetto-Stradalli Cycle-Alurecycling SER | Servetto-Stradalli Cycle-Alurecycling SER | Servetto-Stradalli Cycle-Alurecycling SER |
| ----------------------------------------- | ----------------------------------------- | ----------------------------------------- |
| Num                                       | Coureuse                                  | Pos                                       |
| 91                                        | Anna Potokina (RUS)                       | 28e                                       |
| 92                                        | Kseniya Dobrynina (RUS)                   | AB                                        |
| 93                                        | Mossana Debesay (ERI)                     | 43e                                       |
| 94                                        | Elena Novikova (UKR)                      | 62e                                       |
| 95                                        | Sara Pillon (ITA)                         | AB                                        |
| 96                                        | Aurora Gaio (ITA)                         | AB                                        |

| Team Illuminate ILU | Team Illuminate ILU     | Team Illuminate ILU |
| ------------------- | ----------------------- | ------------------- |
| Num                 | Coureuse                | Pos                 |
| 101                 | Kulacha Chairin (THA)   | 46e                 |
| 102                 | Yasue Nakahara (JPN)    | 44e                 |
| 105                 | Shoko Kashiki (JPN)     | 21e                 |
| 106                 | Alexandra Millard (USA) | 45e                 |

| Tibco-Silicon Valley Bank TIB | Tibco-Silicon Valley Bank TIB | Tibco-Silicon Valley Bank TIB |
| ----------------------------- | ----------------------------- | ----------------------------- |
| Num                           | Coureuse                      | Pos                           |
| 111                           | Brodie Chapman (AUS)          | 24e                           |
| 112                           | Kathryn Buss (USA)            | 34e                           |
| 113                           | Lex Albrecht (CAN)            | 29e                           |
| 114                           | Alison Jackson (CAN)          | 10e                           |
| 115                           | Kendall Ryan (USA)            | 36e                           |
| 116                           | Alice Cobb (GBR)              | 17e                           |

| Valcar PBM VAL | Valcar PBM VAL          | Valcar PBM VAL |
| -------------- | ----------------------- | -------------- |
| Num            | Coureuse                | Pos            |
| 121            | Chiara Consonni (ITA)   | 54e            |
| 122            | Asja Paladin (ITA)      | 38e            |
| 123            | Ilaria Sanguineti (ITA) | 8e             |
| 124            | Alessia Vigilia (ITA)   | 27e            |
| 125            | Dalia Muccioli (ITA)    | 23e            |
| 126            | Silvia Pollicini (ITA)  | 53e            |

| Wiggle High5 WHT | Wiggle High5 WHT           | Wiggle High5 WHT |
| ---------------- | -------------------------- | ---------------- |
| Num              | Coureuse                   | Pos              |
| 131              | Grace Garner (GBR)         | AB               |
| 132              | Annette Edmondson (AUS)    | 56e              |
| 133              | Audrey Cordon-Ragot (FRA)  | 6e               |
| 134              | Amy Cure (AUS)             | AB               |
| 135              | Elisa Longo Borghini (ITA) | 7e               |
| 136              | Lucy van der Haar (GBR)    | 52e              |

| WNT-Rotor Pro Cycling WNT | WNT-Rotor Pro Cycling WNT | WNT-Rotor Pro Cycling WNT |
| ------------------------- | ------------------------- | ------------------------- |
| Num                       | Coureuse                  | Pos                       |
| 141                       | Aafke Soet (NED)          | AB                        |
| 142                       | Anna Badegruber (AUT)     | 51e                       |
| 145                       | Lea Lin Teutenberg (GER)  | 39e                       |
| 146                       | Winanda Spoor (NED)       | 37e                       |

## Primes
La course est bien dotée. Les sprints intermédiaires attribuent ainsi $1000 chacun. Les prix de la montagne une somme similaire, Lucy Kennedy repartant avec $4000.